# Заккур II
Заккур II (д/н — бл. 738 до н. е.) — цар Хамату і Лу'аша в 785—738 роках до н. е. В ассирійських джерелах відомий як Азріяу.

## Життєпис
Походив з Арамейської династії. Більшість дослідників розглядають його як онука царя Заккура. Напевне посів трон досить молодим, або перед ним панував хтось інший. Також можливо, що панував спільно з Ені'лу. Продовжив протистояння з Арамом, де тоді панував Табаїл.
Основні відомості про нього знайдено в «Аналах Тіглатпаласара III», де розповідається про повстання Заккура II проти ассирійського царя Тіглатпаласара III. Повстання підтримали Матанбаал II, цар Арвад, Тутамму, цар Унки, Тархулара, цар Гургума. Спочатку союзники захопили невеличке царства Самал (відоме також як Яуді), де вбили ассирійського союзника Барсура. Син останнього, Панамму, втік до ассирійського царя.
Перебіг бойових дій з асирійцями невідомий, але Заккур II зазнав поразки й потрапив у полон. Страчений або відправлений до Ассирії. Трон перейшов до Ені'лу. Водночас Хамат втратив 19 міст, які увійшли до складу нової ассирійської провінції Сімір (Цумур).